# USS Caperton (DD-650)
USS Caperton (DD-650) là một tàu khu trục lớp Fletcher được Hải quân Hoa Kỳ chế tạo trong Chiến tranh Thế giới thứ hai. Nó là chiếc tàu chiến duy nhất của Hải quân Mỹ được đặt theo tên Đô đốc William B. Caperton (1850–1941), người tham gia cuộc Chiến tranh Tây Ban Nha-Hoa Kỳ và Chiến tranh Thế giới thứ nhất. Nó hoạt động cho đến hết Thế Chiến II, ngừng hoạt động một thời gian ngắn rồi tiếp tục phục vụ trong Chiến tranh Triều Tiên cho đến khi được cho xuất biên chế năm 1960 và rút đăng bạ năm 1974. Caperton được tặng thưởng mười Ngôi sao Chiến trận do thành tích phục vụ trong Thế Chiến II, và thêm một Ngôi sao Chiến trận khác tại Triều Tiên.

## Thiết kế và chế tạo
Caperton được đặt lườn tại xưởng tàu của hãng Bath Iron Works ở Bath, Maine vào ngày 11 tháng 1 năm 1943. Nó được hạ thủy vào ngày 22 tháng 5 năm 1943; được đỡ đầu bởi cô M. Caperton; và nhập biên chế vào ngày 30 tháng 7 năm 1943 dưới quyền chỉ huy của Hạm trưởng, Trung tá Hải quân W. J. Miller.

## Lịch sử hoạt động

### Thế Chiến II
Caperton khởi hành từ Boston, Massachusetts vào ngày 8 tháng 10 năm 1943 để đi Trân Châu Cảng, đến nơi vào ngày 6 tháng 11, và đã hoạt động thuần túy tại Mặt trận Thái Bình Dương trong suốt cuộc chiến tranh. Sau khi chuyển giao chất nổ đến Funafuti, quần đảo Ellice trong các ngày 28-29 tháng 11, nó tuần tra tại khu vực quần đảo Gilbert cho đến ngày 8 tháng 1 năm 1944, khi con tàu quay trở lại Trân Châu Cảng. Tại đây nó gia nhập Lực lượng Đặc nhiệm 58, lực lượng tàu sân bay nhanh trực thuộc Đệ Ngũ hạm đội, và đến ngày 30 tháng 1 đã tham gia cuộc bắn phá Kwajalein, và xuất phát từ căn cứ tại Majuro để tiến hành Chiến dịch Hailstone, cuộc không kích xuống Truk vào các ngày 16-17 tháng 2, và xuống các căn cứ đối phương tại quần đảo Mariana vào các ngày 21-22 tháng 2.
Sau khi quay trở lại Majuro, Caperton rời Espiritu Santo vào ngày 15 tháng 3 để hỗ trợ các tàu sân bay bảo vệ cho cuộc đổ bộ lên Emirau từ ngày 20 đến ngày 25 tháng 3, rồi bắn phá Palau, Yap, Ulithi và Woleai từ ngày 30 tháng 3 đến ngày 1 tháng 4. Lực lượng Đặc nhiệm 58 tiếp tục các chiến dịch bắn phá không ngừng nghỉ, và sang tháng 4, chiếc tàu khu trục lại hộ tống các hoạt động không kích chuẩn bị nhằm chiếm đóng Hollandia, không kích Truk một lần nữa, và bắn phá bờ biển Satawan và Ponape.
Vào ngày 6 tháng 6, Caperton khởi hành từ Majuro để tham gia Chiến dịch Mariana, lên đến cao điểm trong Trận chiến biển Philippine vào các ngày 19 và 20 tháng 6. Nó hộ tống các tàu sân bay trong trận chiến vốn đã đánh bại không lực trên tàu sân bay của Hải quân Đế quốc Nhật Bản, ngăn chặn máy bay đối phương tiếp cận các tàu sân bay bằng hỏa lực phòng không. Nó tiếp tục hỗ trợ bắn phá chuẩn bị cho việc tái chiếm Guam, tiếp cận gần bờ hỗ trợ tìm kiếm giải cứu cho các phi vụ không kích, và vào ngày 25 tháng 6 đã đánh chìm một tàu hàng trong cảng Apra bất chấp hỏa lực các khẩu đội pháo phòng thủ duyên hải đối phương. Trong suốt tháng 7, nó hoạt động tại khu vực quần đảo Mariana, rồi hộ tống cho các cuộc không kích xuống Yap và Palau.
Caperton khởi hành từ Eniwetok vào ngày 30 tháng 8 để gặp gỡ Lực lượng Đặc nhiệm 38 trực thuộc Đệ Tam hạm đội, và tham gia một loạt kế hoạch không kích và bắn phá để dọn đường cho việc quay trở lại Philippines. Palau, Mindanao, Visayas và Luzon bị không kích trong khi Peleliu, Angaur và Ngesebus bị bắn phá bằng hải pháo. Chiếc tàu khu trục được tiếp liệu tại Ulithi trước khi tiếp tục nhiệm vụ hộ tống các đợt không kích tiếp theo, nhằm vô hiệu hóa việc sử dụng các căn cứ không quân tại Okinawa và Đài Loan, chuẩn bị cho cuộc đổ bộ lên vịnh Leyte. Trong đợt không kích kéo dài ba ngày xuống Đài Loan, các tàu tuần dương Canberra (CA-70) và Houston (CL-81) bị hư hại do trúng ngư lôi phóng từ máy bay, và Caperton được phân công hộ tống chúng rút lui về khu vực hậu cứ an toàn. "Đội hư hỏng 1" này cũng được sử dụng như mồi nhữ lực lượng tàu nổi Nhật Bản. Khi Canberra và Houston đã rút ra khỏi tầm hoạt động của máy bay đối phương đặt căn cứ trên đất liền, chiếc tàu khu trục quay trở lại hộ tống cho Lực lượng Đặc nhiệm 38 trong khuôn khổ trận Hải chiến vịnh Leyte, nỗ lực toàn diện cuối cùng của Hải quân Nhật nhằm chống trả cuộc đổ bộ lên Philippines.
Các cuộc không kích từ tàu sân bay thuộc đội của Caperton đã gây những thiệt hại sau cùng cho lực lượng Nhật Bản, khi nó cùng các tàu khác truy kích đối phương đang rút lui lên phía Bắc mà không trực tiếp gặp mặt đối thủ. Tiếp tục hỗ trợ cho Chiến dịch Philippines, chiếc tàu khu trục hoạt động cách xa căn cứ tại Ulithi. Khi tàu tuần dương hạng nhẹ Reno (CL-96) bị trúng ngư lôi vào ngày 4 tháng 11, nó đã đón những người bị thương cùng những người sống sót khác lên tàu; và sau khi chịu đựng cơn bão khốc liệt vào ngày 18 tháng 12, nó lại tiếp tục tham gia các cuộc không kích xuống Đài Loan, Luzon, vịnh Cam Ranh, Hong Kong, Quảng Châu và Oknawa vào đầu năm 1945.
Sau một đợt đại tu tại vùng bờ Tây, Caperton làm nhiệm vụ cột mốc radar canh phòng ngoài khơi Okinawa trong suốt tháng 5 và tháng 6. Các cuộc không kích tự sát tuyệt vọng của Nhật Bản nhằm cố ngăn chặn cuộc đổ bộ khiến cho nhiệm vụ cột mốc canh phòng trở thành một trong những hoạt động nguy hiểm nhất trong chiến tranh, nhưng con tàu đã thoát được mà không bị hư hại, và sừ dụng thiết bị radar hiệu quả để cảnh báo trước các cuộc không kích của đối phương đến hạm đội. Nó gia nhập trở lại Lực lượng Đặc nhiệm 38 vào ngày 29 tháng 6 cho những cuộc không kích cuối cùng xuống các đảo chính quốc Nhật Bản, kéo dài cho đến khi Nhật Bản đầu hàng kết thúc cuộc xung đột.
Sau nhiều tháng làm nhiệm vụ chiếm đóng tại khu vực Tokyo, Caperton quay trở về vùng bờ Đông Hoa Kỳ, và được cho xuất biên chế tại Charleston, South Carolina vào ngày 6 tháng 7 năm 1949.

### Chiến tranh Triều Tiên và sau đó
Caperton được cho nhập biên chế trở lại vào ngày 6 tháng 4 năm 1951, khi hạm đội cần được tăng cường nhắm đối phó với những mối đe dọa sinh ra do cuộc Chiến tranh Triều Tiên. Đặt cảng nhà tại Newport, Rhode Island, nó hoạt động tại chỗ cho đến mùa Thu năm 1952, khi nó lên đường đi sang Bắc Âu tham gia cuộc tập trận Chiến dịch Mainbrace của Khối NATO. Sau các cuộc thực tập hạm đội nhằm chuẩn bị tại vùng biển Caribe vào đầu năm 1953, nó rời Newport vào ngày 27 tháng 4, băng qua kênh đào Panama để nhận nhiệm vụ tại Viễn Đông, đi đến Yokosuka, Nhật Bản vào ngày 2 tháng 6, và hoạt động cùng các Lực lượng Đặc nhiệm 77 và 95. Nó hộ tống cho các tàu sân bay thuộc Lực lượng Đặc nhiệm 77 trong các cuộc không kích xuống lực lượng Trung Quốc và Bắc Triều Tiên; và cùng Lực lượng Đặc nhiệm 95 phong tỏa và bắn phá bờ biển bán đảo này. Sau các đợt thực tập tìm-diệt tàu ngầm ngoài khơi Triều Tiên, nó lên đường vào ngày 9 tháng 10, ghé qua Philippines, Singapore, Colombo, Suez, Cannes và Lisbon, hoàn tất một chuyến vòng quanh trái đất khi về đến Newport vào ngày 21 tháng 5 năm 1954.
Trong năm 1955, Caperton thực hiện các hoạt động cùng lực lượng Khối NATO tại Bắc Âu, cùng một chuyến viếng thăm thiện chí đến Guayaquil, Ecuador, xen kẻ với các hoạt động tại chỗ dọc theo vùng bờ Đông Hoa Kỳ. Nó đã tuần tra tại Đại Tây Dương vào lúc diễn ra vụ Khủng hoảng Kênh đào Suez vào tháng 11 năm 1956. Nó lên đường vào ngày 21 tháng 1 năm 1957 cho một lượt phục vụ cùng Đệ Lục hạm đội tại Địa Trung Hải, khi nó tháp tùng lực lượng tấn công tàu sân bay tại khu vực Đông Địa Trung Hải. Quay trở về Newport vào tháng 6, con tàu lại tham gia cuộc tập trận Chiến dịch Strikeback của Khối NATO tại Bắc Đại Tây Dương và Địa Trung Hải từ ngày 3 tháng 9 đến ngày 27 tháng 11, tiếp nối bằng một giai đoạn hoạt động dọc theo vùng bờ Đông và vùng biển Caribe. Chiếc tàu khu trục lại cùng Đệ Lục hạm đội viếng thăm biển Hồng Hải và các cảng trong vùng vịnh Ba Tư; cũng như các hoạt động phối hợp cùng lực lượng Hải quân Hoàng gia Canada trong năm 1959.
Caperton được cho xuất biên chế vào ngày 27 tháng 4 năm 1960 và đưa về lực lượng dự bị tại Norfolk, Virginia; tên nó được rút khỏi danh sách Đăng bạ Hải quân vào ngày 1 tháng 12 năm 1974.

## Phần thưởng
Caperton được tặng thưởng mười Ngôi sao Chiến trận do thành tích phục vụ trong Thế Chiến II, và thêm một Ngôi sao Chiến trận khác tại Triều Tiên.